# João Luís de Farias Santos
João Luís de Farias Santos foi o segundo intendente (cargo equivalente ao de prefeito) do município de Porto Alegre, capital do Estado do Rio Grande do Sul (Brasil). Seu mandato foi realizado no período de 3 de janeiro de 1896 até 15 de outubro de 1896. Como intendente, possuía poderes de legislar, juntamente com os vereadores. Foi o criador da Guarda Municipal.